# Camerano
Camerano – miejscowość i gmina we Włoszech, w regionie Marche, w prowincji Ankona.
Według danych na styczeń 2010 gminę zamieszkiwało 7207 osób przy gęstości zaludnienia 363,8 os./1 km².